# Ozarba rectificata
Ozarba rectificata là một loài bướm đêm trong họ Noctuidae.